# アステリズム (記号)
アステリズム（英語: asterism）は、アスタリスク (*) を上部に1つ、下部に2つ並べて構成した印刷記号（約物）で、主にアステリスクを補助する目的で使われる。
人名などのようなダガーやダブルダガー（どちらも故人を表すことがある）の使用が不適切である場合に使用されることが多い。

## 日本語における用途
脚注などにおいて、1番目の項目の行頭記号にアステリスクを使い、2番目の項目の行頭記号にダブルアステを用い、3番目の項目の行頭記号にアステリズムを使用する方式が多い。

## 文字コード
| 記号 | Unicode | JIS X 0213 | 文字参照         | 名称         |
| ---- | ------- | ---------- | ---------------- | ------------ |
| ⁂    | U+2042  | 1-12-94    | &#x2042; &#8258; | アステリズム |